# ニトリレディスゴルフトーナメント
ニトリレディスゴルフトーナメント（NITORI Ladies Golf Tournament）は、2010年から毎年8月最終週に、北海道を拠点に開催されている、女子プロゴルフトーナメントである。
大手家具ショップの株式会社ニトリが主催し、日本女子プロゴルフ協会の公認により2022年現在、賞金総額1億円、優勝賞金1800万円。ただし2020年のみ賞金総額2億円、優勝賞金3600万円。
2010年の第1回大会から2013年の第4回大会までは、北海道苫小牧市にある桂ゴルフ倶楽部で開催されていたが、2012年にニトリ創業者の似鳥昭雄が恵庭市にある恵庭カントリー倶楽部の理事長に就任したのを受け、2014年の第5回大会は同倶楽部に舞台を移して開催され、さらに2015年の第6回大会からは小樽カントリー倶楽部に移して現在に至る。さらに2016年大会からは4日間開催に移行した。2020年大会は新型コロナウイルス感染拡大防止対策による影響で無観客開催。

## 歴代優勝者
| 開催回 | 開催年 | 優勝者名       | スコア | 開催コース           | 備考 |
| ------ | ------ | -------------- | ------ | -------------------- | --- |
| 第1回  | 2010年 | 鬼澤信子       | -11    | 桂ゴルフ倶楽部       | 金ナリとのプレーオフを制す |
| 第2回  | 2011年 | 笠りつ子       | -7     | 桂ゴルフ倶楽部       | |
| 第3回  | 2012年 | アン・ソンジュ | -14    | 桂ゴルフ倶楽部       | |
| 第4回  | 2013年 | アン・ソンジュ | -11    | 桂ゴルフ倶楽部       | 大会連覇 |
| 第5回  | 2014年 | 申智愛         | -8     | 恵庭カントリー倶楽部 | |
| 第6回  | 2015年 | イ・ボミ       | -7     | 小樽カントリー倶楽部 | |
| 第7回  | 2016年 | 笠りつ子       | -7     | 小樽カントリー倶楽部 | イ・ボミとのプレーオフを制す |
| 第8回  | 2017年 | 申智愛         | -10    | 小樽カントリー倶楽部 | |
| 第9回  | 2018年 | アン・ソンジュ | -7     | 小樽カントリー倶楽部 | |
| 第10回 | 2019年 | 鈴木愛         | -11    | 小樽カントリー倶楽部 | |
| 第11回 | 2020年 | 笹生優花       | –13    | 小樽カントリー倶楽部 | 最終日は荒天のためセカンドカット（MDF）を実施。                                                                                            |
| 第12回 | 2021年 | 稲見萌寧       | –16    | 小樽カントリー倶楽部 | |
| 第13回 | 2022年 | 稲見萌寧       | –9     | 小樽カントリー倶楽部 | 大会連覇 |
| 第14回 | 2023年 | 菊地絵理香     | -9     | 小樽カントリー倶楽部 | 初日雷雲接近の為競技途中中止、2日目日没サスペンデッド、最終日は雷雲接近の為途中競技中止、54ホール短縮競技。 申智愛、岩井明愛とのプレーオフ |
| 第15回 | 2024年 | 桑木志帆       | -12    | 桂GC                 | |

## テレビ中継
- テレビ中継はテレビ東京をはじめとするTXN系列及びBSデジタル放送のBSテレ東で放送される[20][21]。番組はテレビ大阪の制作（テレビ東京・テレビ北海道制作協力）で、テレビ大阪は2009年まで同じJLPGAツアーで4月に開催されている「スタジオアリス女子オープン」を制作していた[22]。2015年からは制作局をテレビ大阪からテレビ東京に移行した。